# Павильон Венеры
Павильо́н Вене́ры, или Трелья́ж, — павильон в Дворцовом парке Гатчины, расположен на оконечности острова Любви, на берегу Белого озера.
Павильон открыт для посещения, вход бесплатный, по входному билету в парк.

## История
Идея строительства павильона возникла в конце 1780-х годов после поездки Павла Петровича и его супруги за границу в полуторалетний Гран-тур в 1781-1782 году. 
Под именем граф и графиня Северные великокняжеская семья посетила и Францию. Очень большое впечатление на них произвело поместье принца Конде в Шантийи и тамошний тёплый приём принцем. Шантийи стало образцом для создания парков гатчинского имения Павла, которое признано ЮНЕСКО памятником всемирно-исторического наследия как и само Шантийи.

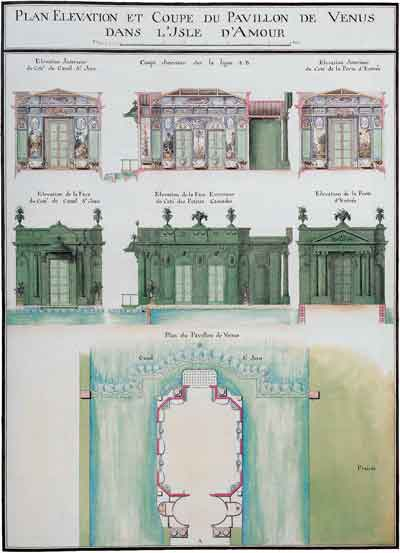
Павильон Венеры на Острове Любви в Шантийи, из альбома с планами и видами усадьбы, подаренного Павлу Петровичу принцем Конде в 1784 году

Проект павильона Венеры был разработан в 1791 году. Строительство павильона датируется 1792—1793 годами.
Роль построенного при Павле Павильона Венеры на Острове любви с огромным живописным  плафоном "Триумф Венеры"  была поддержать дальнейшее иллюстрирование мифологической истории Амура и Психеи, которой и был ранее посвящён весь Остров любви. Граф Шувалов привёз в подарок ещё графу Орлову из Италии старинную скульптуру Амура и Психеи, так как история отношений графа и его таинственных встреч с Екатериной в Гатчине напоминала этот миф.

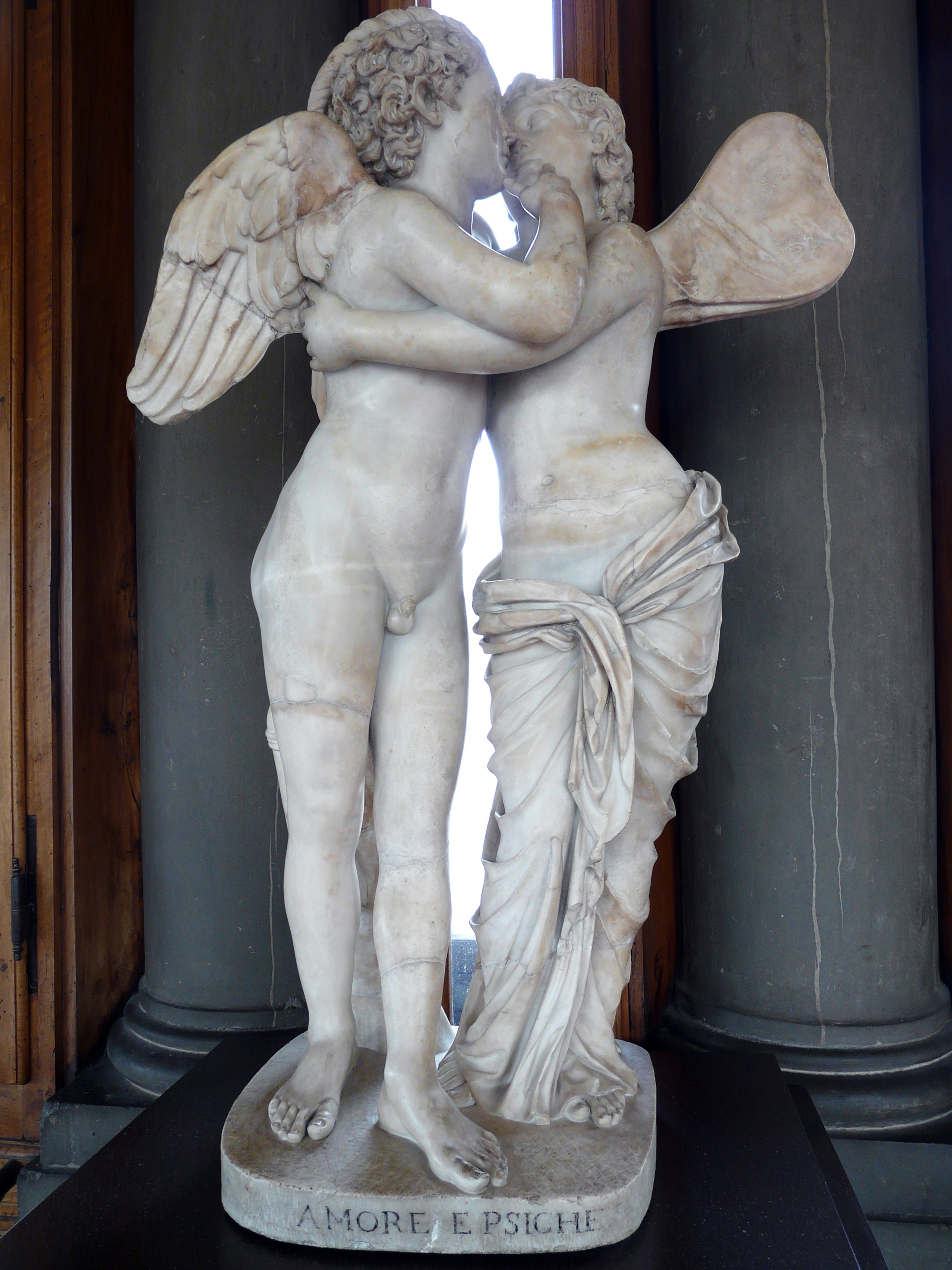
Амур и Психея

Статуя Амура и Психеи была установлена посередине Острова любви,  разрушена вандалами ещё до революции и до 1910 года «Амур и Психея» хранилась на складе, а потом была передана в Эрмитаж.
В Гатчинский музей скульптура вернулась в 1986 году в прежнем плачевном виде: без рук, крыльев, головы Психеи, со сколами на лице Амура. Ныне отреставрированная по аналогичным скульптурам с 2015 года хранится в самом дворце.
Основанием для мифа послужила поэтическая легенда о любви сына богини Венеры Амура к прекрасной девушке Психее.
Сюжет взят из произведения «Метаморфозы» древнеримского автора Овидия (II век н. э.). В изложении Овидия, Психея была столь прекрасна, что вызвала ревность богини красоты Венеры, и та подослала к ней своего сына Амура, чтобы он нанес рану Психее. Но когда Амур увидел столь красивую девушку, он влюбившись не стал причинять ей вреда, а перенес ее тайком от матери в их чертог и посещал ее по ночам, в полной темноте, запретив девушке видеть свое лицо. Коварные и завистливые сестры подучили Психею нарушить запрет, чтобы  она попыталась при помощи ночника рассмотреть своего возлюбленного, а если он окажется чудовищем, то  сразу его и зарезать.
Изначально, первая подобная скульптура на этот сюжет была приобретена в Риме в 1719 году для Летнего сада  Ю. Кологривовым и находилась там в павильоне «Грот».
Скульптор избрал кульминационный момент мифологической легенды, когда Психея, со светильником в руке, нарушив запрет богов, наклоняется к своему таинственному любовнику. Через мгновение капля горячего масла, падающая из светильника, разбудит Амура, и он в гневе покинет Психею. Девушке придется перенести немало испытаний, даже путешествие в ад за ним, прежде чем она вновь обретет своего любимого, а сжалившийся над влюбленными Юпитер подарит ей крылья и бессмертие.
Статуя в Гатчине изображала уже счастливое окончание этой напряжённой истории - Психее дарованы крылья и бессмертие и Амур заключил её в свои жаркие объятия.
Имя Психея — греческое и означает «душа». В более поздние времена историю Амура и Психеи истолковывали как аллегорию странствований человеческой души, стремящейся слиться с любовью.
Амур, он же Эрот, он же Эрос, он же Купидон – бог любви.
Для художников расцвета барокко стало правилом показывать в своих работах самые острые моменты повествования, что давало им возможность подчеркивать напряженность человеческих чувств.
В годы Великой Отечественной войны павильон Венеры значительно пострадал. Был повреждён паркет, росписи стен и живописный плафон. Стены и колонны были пробиты осколками артиллерийских снарядов.
В 1963—1965 годах павильон был восстановлен по проекту архитекторов-реставраторов Специальных научно-реставрационных производственных мастерских. Живопись стен и плафона восстановлена художником Л. А. Любимовым. В 1974—1979 годах интерьер павильона был реконструирован по проекту архитектора А. А. Кедринского на основании чертежей «Кушелевского альбома».
В 2007 году началась реставрация павильона, которая была завершена летом 2010 года.

## Архитектура

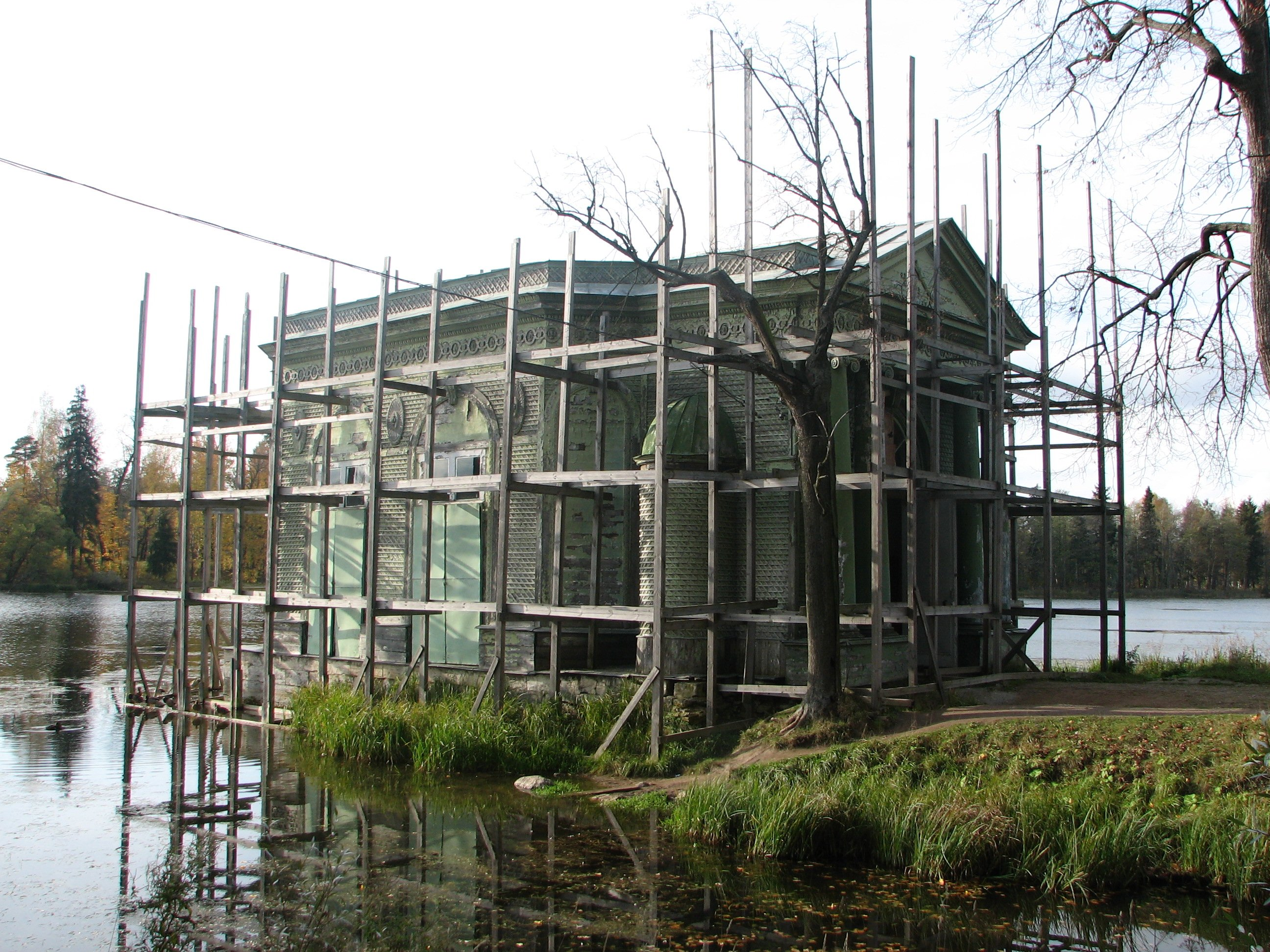
Реставрация павильона Венеры, фото 2007 года

Павильон состоит из двух равновеликих частей: вытянутого в длину прямоугольного большого зала со срезанными углами и небольшого прямоугольного аванзала (вестибюля) с полукруглыми нишами по коротким торцевым сторонам.
Главный фасад декорирован четырёхколонным портиком ионического ордена на высоком цоколе. Широкая двухстворчатая филенчатая дверь с полуциркольной застеклённой фрамугой обрамлёна профилированным архивольтом. Фрамуга подчёркнута замком укрупнённой формы в виде консоли с рельефным акантовым листом и импостом, на котором написано название острова и павильона. Завершением портика является классический антаблемент и треугольный фронтон. В его тимпане помещена резная рельефная эмблема Амура — скрещённый колчан, полный стрел, горящий факел и ветви лавры и розы.
По периметру фасадов павильона продолжены декор и композиция антаблемента. Выше его покрытия идёт низкий ленточный парапет, украшенный трельяжной сеткой. Так же оформлены остальные фасады и высокие полуциркольные выступы по сторонам вестибюля. Они имеют профилированное обрамление и завершаются фигурным замковым камнем. Усиливают ритмику декоративных членений рельефные медальоны, расположенные между арками.
Светло-зелёная окраска павильона гармонирует с характером обработки фасада, обшитого по горизонтали и в диагональном направлении дранью.

## Интерьер
Вестибюль павильона выполнен с аскетичной строгостью, освещается только через дверную фрамугу.

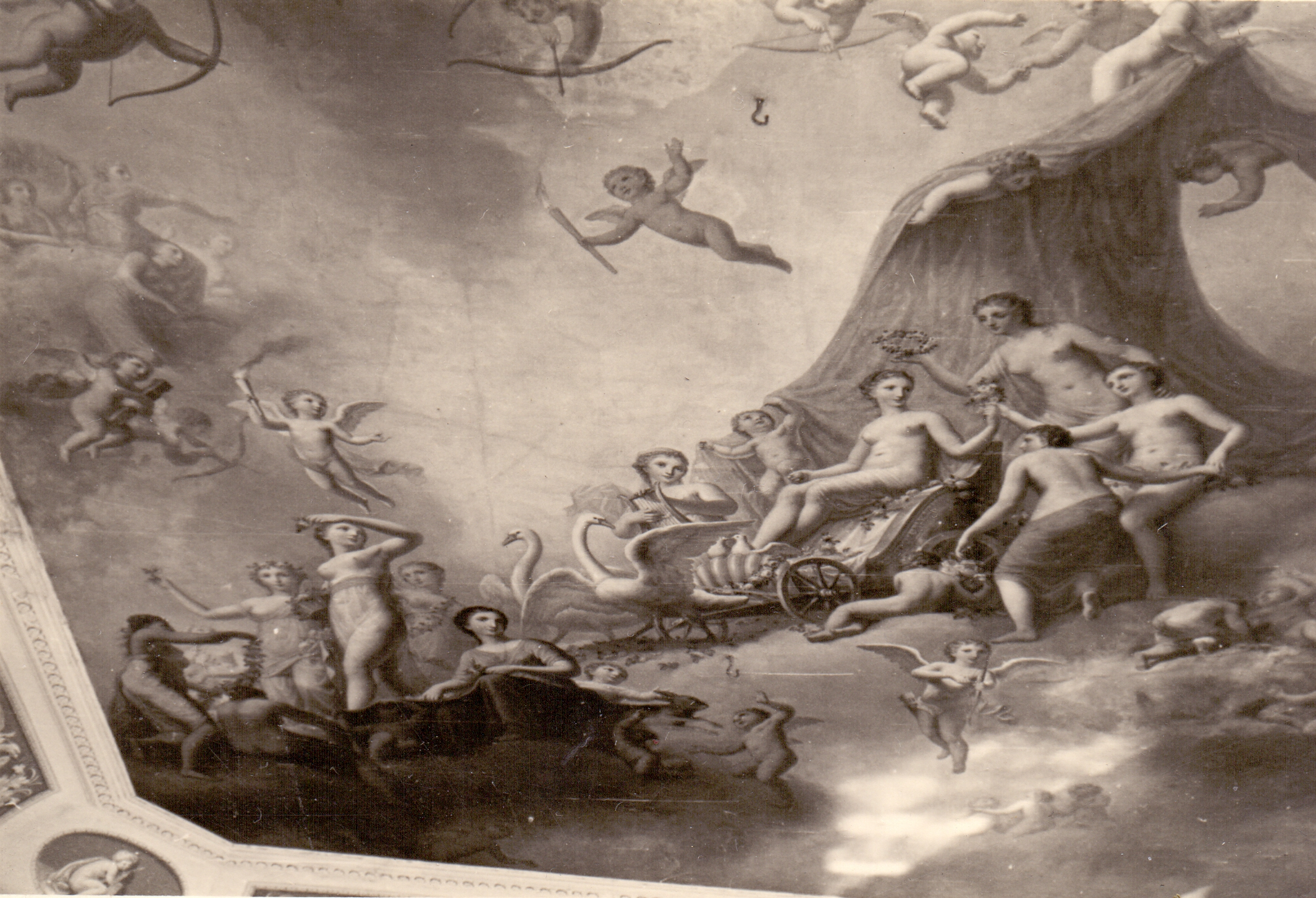
Якоб Меттенлейтер. Триумф Венеры. 1797

Большой зал представляет собой в плане прямоугольник со срезанными углами, его длина 10 метров, ширина — 8. Пять окон-дверей обращены к озеру. Освещённость павильона усиливают установленные в простенках срезанных углов зеркала, их полукружные рамы завершены резными золочёными венками и гирляндами. Над зеркалами помещены живописные панно с изображением цветов, пылающих сердец и колчанов со стрелами. Простенки по сторонам зеркал декорированы орнаментальными композициями, имитирующими лепку. Они исполнены клеевой краской по штукатурке в манере гризайля на жёлто-золотистом фоне. Тем же способом, но по голубому фону, сделаны панно над дверями зала.
Перекрытие зала обрамлено богатым карнизом с симметрично расположенными лепными кронштейнами, связанными рельефным декором. Расписанная гризайлем падуга служит обрамлением живописного плафона «Триумф Венеры», который был написан в 1797 году художником И. Я. Меттенлейтером.
Обогащают интерьер зала четыре мраморных фонтана, которые находятся против застеклённых дверей и отражаются в зеркалах стен.
В 1887 году в павильон Венеры из Белого зала Большого дворца была перенесена часть наборного паркета, выполненного по рисунку Антонио Ринальди в виде больших кругов и гирлянд из дубовых листьев. До этого пол павильона, возможно, был сделан из искусственного мрамора.

### Галерея

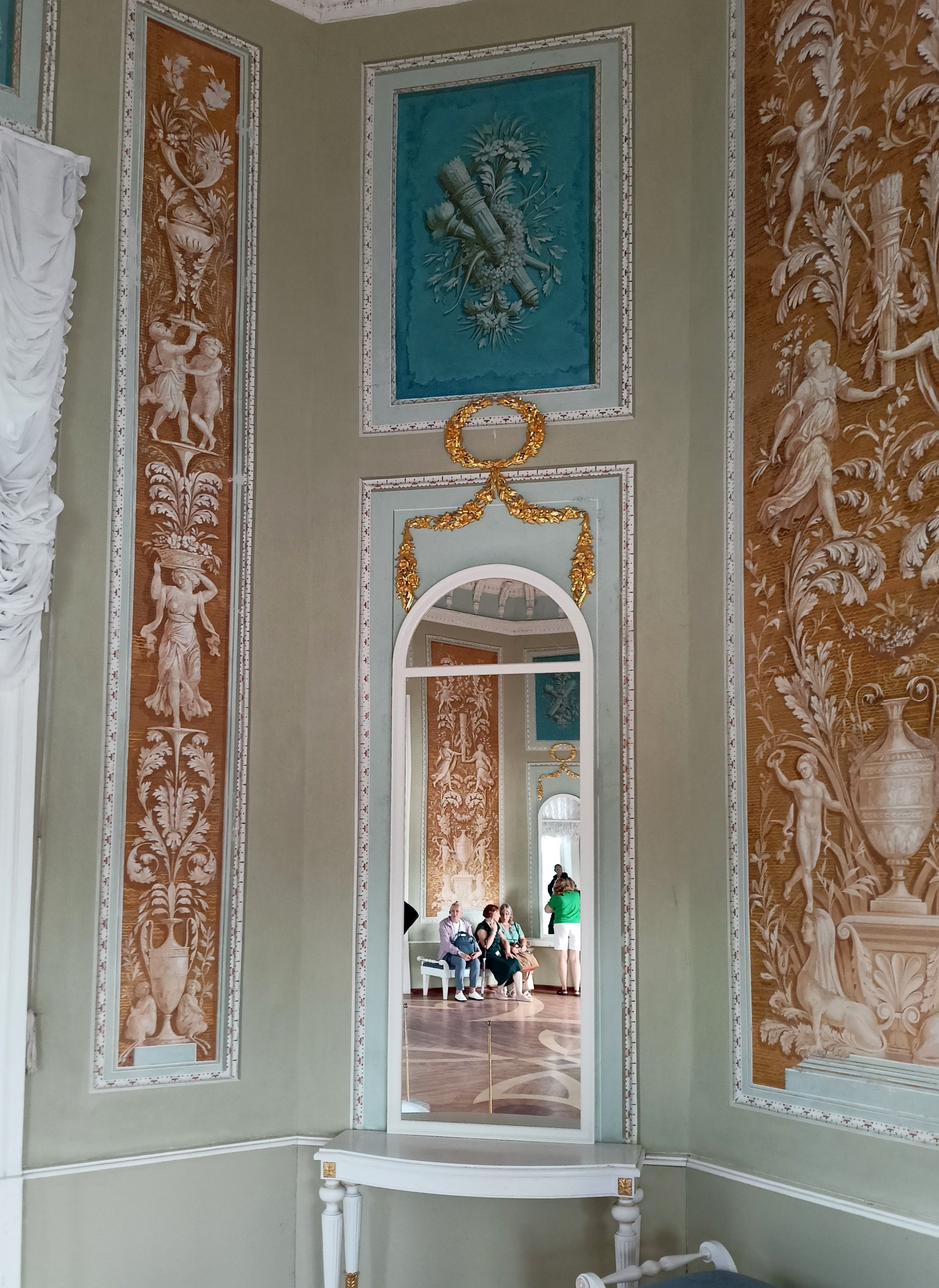
Интерьер
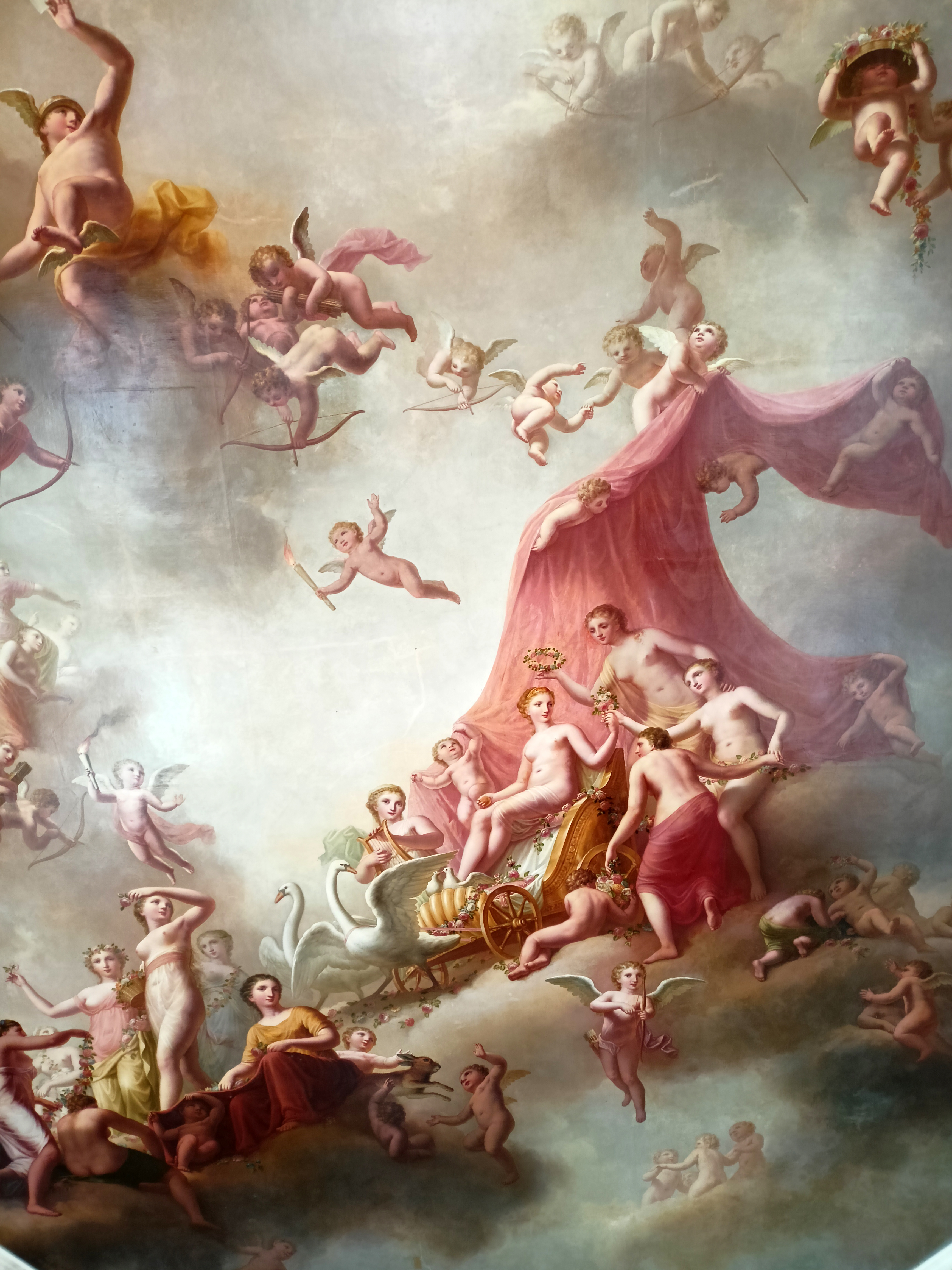
Плафон
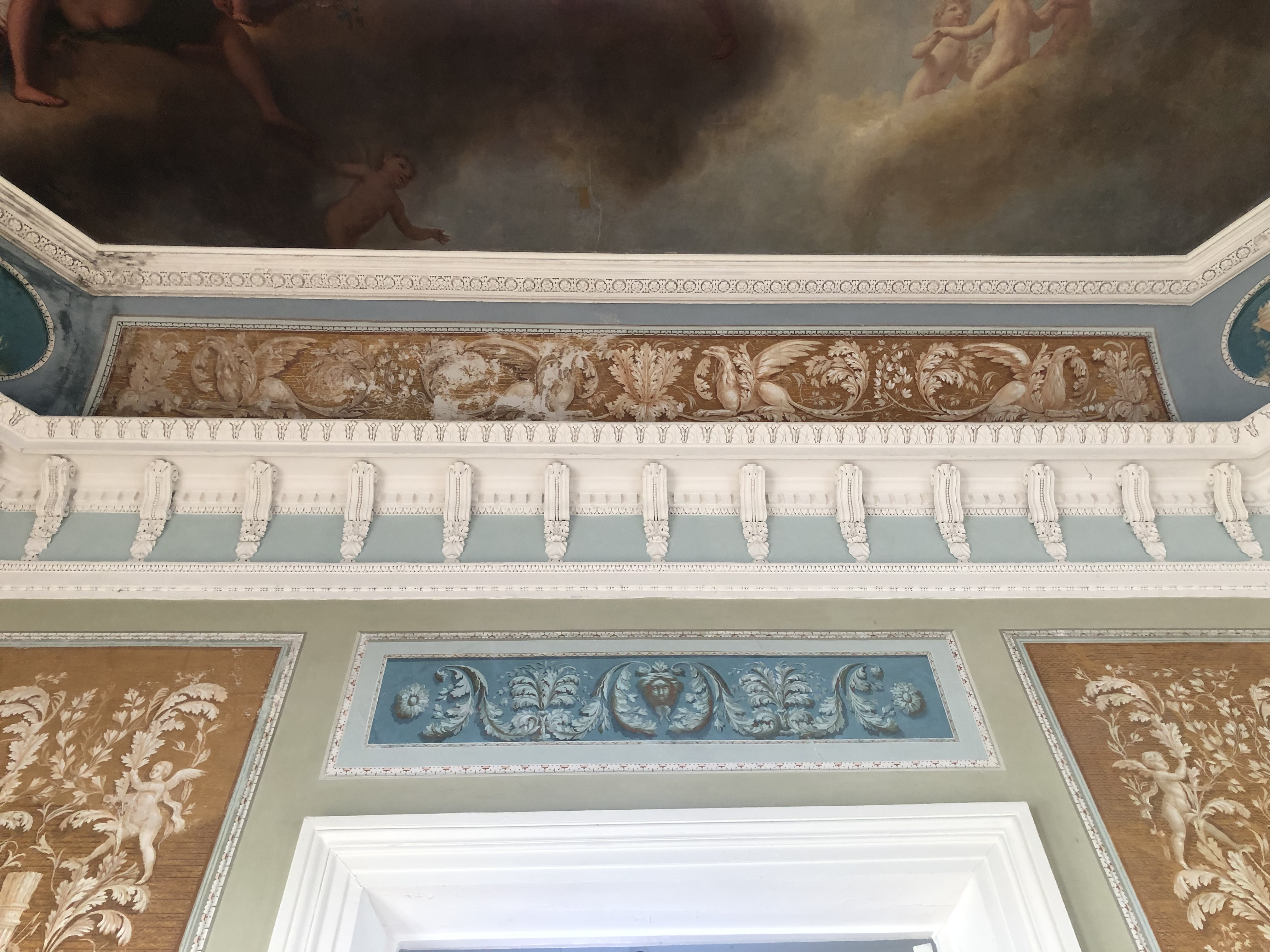
Роспись падуг и панно
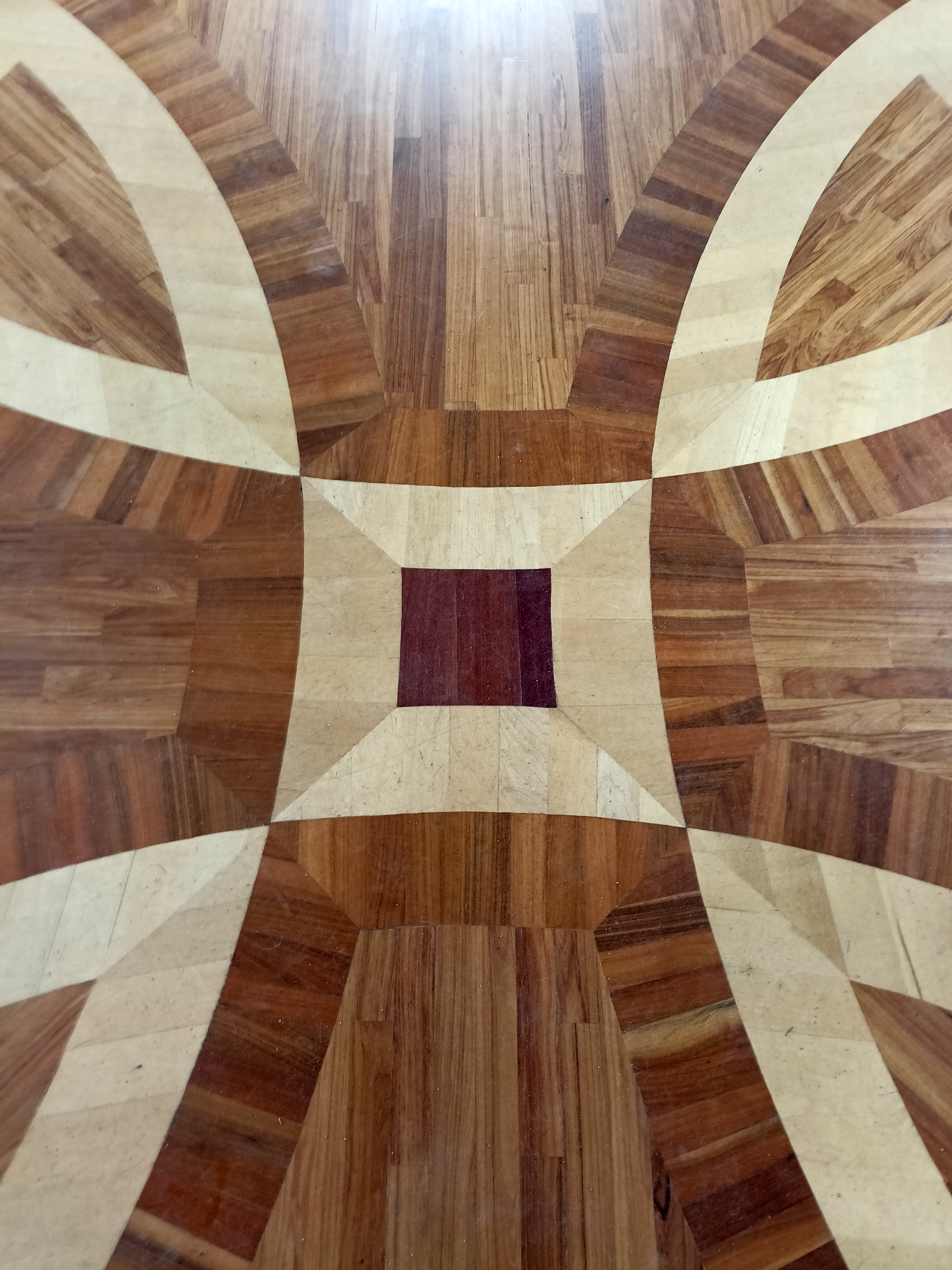
Паркет
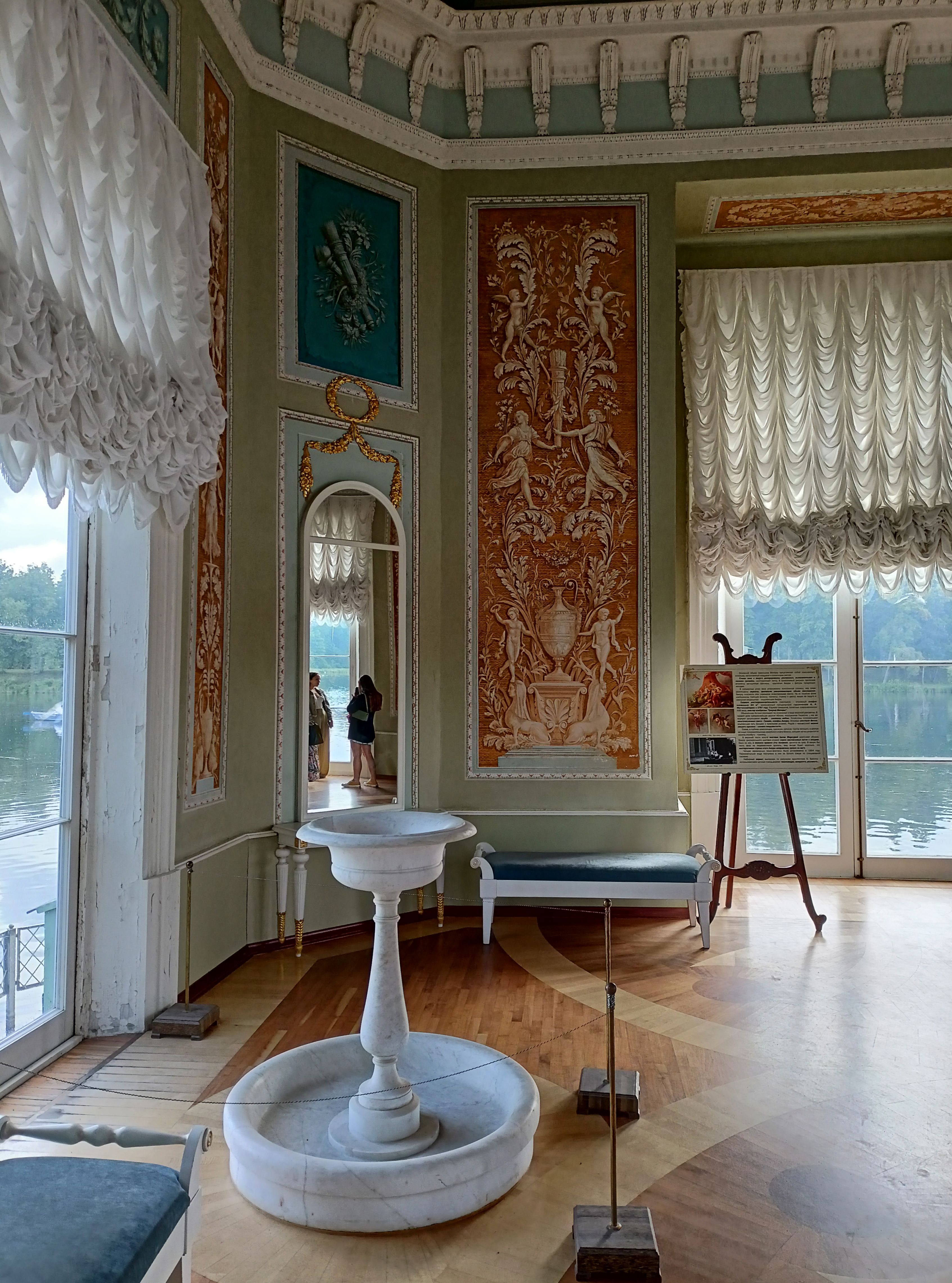
Фонтан